# Mezilaurus mahuba
Mezilaurus mahuba är en lagerväxtart som först beskrevs av Gonçalo Antonio da Silva Ferreira Sampaio, och fick sitt nu gällande namn av H. van der Werff. Mezilaurus mahuba ingår i släktet Mezilaurus och familjen lagerväxter. Inga underarter finns listade i Catalogue of Life.